# Kuniharu Akiyama
Kuniharu Akiyama (jap. 秋山 邦晴, Akiyama Kuniharu; * 22. Mai 1929 in der Präfektur Tokio; † 17. August 1996) war ein japanischer Musikwissenschaftler, Musik- und Kunstkritiker, Komponist und Klangkünstler.

## Leben und Wirken
Akiyama war 1951 Gründungsmitglied der Jikken Kobo, einer Gruppe von interdisziplinären Avantgardekünstlern, die in den 1950er Jahren in Tokio tätig und auf der Suche nach einer neuen künstlerischen Perspektive waren; dazu gehörten Shozo Kitadai, Hiroyoshi Suzuki und die Komponisten Toru Takemitsu und Jōji Yuasa. Als Avantgardekünstler bezog er sich vor allem auf die frühe Fluxus-Bewegung. Anfang der 1960er Jahre war Akiyama aktiver Teilnehmer und Organisator von Veranstaltungen im Kunstzentrum Sogetsu und war 1961 Teil des New Directions Music Ensemble mit dem Pianisten Yūji Takahashi, dem Geiger Kenji Kobayashi und dem Komponisten Toshi Ichiyanagi. Akiyama schrieb 1962 Noh Miso als Begleitmusik für die experimentelle Puppentheatergruppe Hitomi-za; 1966 folgte die Klanginstallation Environmental Mechanical Orchestra. 1971 entstand seine Music for H Bomb. Auch komponierte er die Musik für Avantgarde-Filme.
In seinem Werk als Kritiker konzentrierte er sich auf Erik Satie, japanische Filmmusik und Fluxus-bezogene Ereignisse. Er war mit der Pianistin Aki Takahashi verheiratet.